# Legge 16 gennaio 2003, n. 3
La legge 16 gennaio 2003 n. 3, detta anche legge Sirchia dal nome del suo promotore, Girolamo Sirchia, del governo di Silvio Berlusconi, è una legge vigente nella Repubblica Italiana.

## Contenuto
La norma è un insieme di disposizioni relativi a vari argomenti, tra le sue disposizioni si possono ricordare:
- istituzione dell'Alto Commissario per la prevenzione e il contrasto della corruzione e delle altre forme di illecito all'interno della pubblica amministrazione;
- disposizioni in materia di mobilità del personale della pubblica amministrazione italiana;
- disposizioni riguardanti le forze armate italiane;
- disposizioni in tema di istruzione, ricerca ed università in Italia;
- istituzione del Codice unico di progetto;
- soppressione dell’Agenzia per il servizio civile;
- disposizioni in materia di normativa antifumo a tutela dei non fumatori.

### Norme in materia di antifumo
La legge Sirchia prescrive tutta una serie di norme specifiche per le sale fumatori: devono essere ventilate separatamente, con specifici valori circa il tasso di ricambio dell'aria; la pressione atmosferica in tali sale deve essere costantemente più bassa di quella delle sale adiacenti; devono essere munite di porte a chiusura automatica. Al momento solo l'1% dei locali pubblici ha introdotto una sala fumatori a causa degli elevati costi degli adeguamenti.
La norma all'art. 51 al comma 1 prevede il divieto di fumo:
- a) quelli privati non aperti ad utenti o al pubblico;
- b) quelli riservati ai fumatori e come tali contrassegnati.»

La norma obbliga anche esercizi pubblici e i luoghi di lavoro di dotarsi di impianti per la ventilazione ed il ricambio di aria regolarmente funzionanti.
In seguito a una sentenza del TAR del Lazio del 1º agosto 2005, confermata dal Consiglio di Stato il 7 ottobre 2009, non sono più previste sanzioni per il gestore che non segnala alla forza pubblica gli avventori in contravvenzione.

### Disposizioni sull'innovazione tecnologica
La legge dispose l'emanazione a mezzo di regolamento, da adottare ai sensi della legge 23 agosto 1988, n. 400, per introdurre norme volte al perseguimento dell'innovazione informatica e tecnologica, tra i quali ad esempio per la diffusione della carta nazionale dei servizi, estensione dell'uso della posta elettronica nell'ambito delle pubbliche amministrazioni, per consentire il diritto di accesso e di reclamo in via telematica da parte nei confronti delle pubbliche amministrazioni italiane.